# Combustibile nucleare esaurito

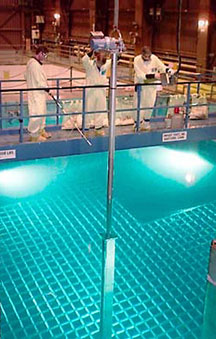
Piscina di combustibile esaurito in una centrale nucleare

Il combustibile nucleare esaurito, chiamato a volte esausto o usato, è combustibile nucleare che è stato irradiato in un reattore nucleare (di solito in una centrale nucleare). Non è più utile per sostenere una reazione nucleare in un normale reattore termico e, a seconda del suo punto lungo il ciclo del combustibile nucleare, può avere costituenti isotopici notevolmente diversi. Il termine "combustibile" è leggermente confuso, poiché implica una combustione di qualche tipo, che non si verifica in una centrale nucleare. Tuttavia, questo termine è generalmente accettato.

## Natura del combustibile esaurito

### Proprietà dei nanomateriali
Nei combustibili a base di ossido esistono intensi gradienti di temperatura che provocano lo spostamento dei prodotti di fissione. Lo zirconio tende a spostarsi al centro del pellet di combustibile dove la temperatura è più alta, mentre i prodotti di fissione a bassa ebollizione si spostano verso il bordo del pellet. È probabile che durante l'uso si formino all'interno del pellet molti piccoli pori simili a bolle; lo xeno prodotto tende a migrare verso questi vuoti. Parte di questo xeno decadrà per formare cesio, ragion per cui molte di queste bolle contengono una grande concentrazione di cesio-135.
Nel caso del combustibile ossido misto (MOX), lo xeno tende a diffondersi fuori dalle aree ricche di plutonio del combustibile e viene quindi intrappolato nel diossido di uranio circostante. Invece, il neodimio tende a non essere mobile.
Nel combustibile tendono a formarsi anche particelle metalliche di una lega di Mo-Tc-Ru-Pd. Altri solidi si formano al confine tra i grani di biossido di uranio, ma la maggior parte dei prodotti di fissione rimane nel diossido di uranio come soluzioni solide. Uno studio scientifico descrive un metodo per realizzare una simulazione non radioattiva di "uranio attivo" del combustibile a base di ossido esaurito.

### Prodotti di fissione
Il 3% della massa è costituito da prodotti di fissione di 235U e 239Pu (anche prodotti indiretti nella catena di decadimento); questi sono considerati rifiuti radioattivi o possono essere ulteriormente separati per vari usi industriali e medici. I prodotti di fissione comprendono ogni elemento, dallo zinco fino ai lantanoidi; gran parte della resa di fissione è concentrata in due picchi, uno nella seconda riga di transizione (Zr, Mo, Tc, Ru, Rh, Pd, Ag) e l'altro più avanti nella tavola periodica (I, Xe, Cs, Ba, La, Ce, Nd). Molti dei prodotti di fissione sono radioisotopi non radioattivi o solo di breve durata, ma un numero considerevole sono radioisotopi a vita medio-lunga come il 90Sr, 137Cs, 99Tc e 129I. Al fine di compensare il costo del riprocessamento, in varie nazioni sono state svolte ricerche sulla segregazione degli isotopi rari nei rifiuti di fissione, inclusi i "platinoidi di fissione" (Ru, Rh, Pd) e l'argento (Ag); questo non viene attualmente fatto commercialmente.
I prodotti di fissione possono modificare le proprietà termiche del diossido di uranio; gli ossidi di lantanoidi tendono ad abbassare la conducibilità termica del combustibile, mentre le nanoparticelle metalliche la aumentano leggermente.

#### Tabella dei dati chimici
| Elemento                | Gas | Metallo | Ossido | Soluzione solida |
| ----------------------- | --- | ------- | ------ | ---------------- |
| Fr. Kr                  | sì  | -       | -      | -                |
| Rb                      | sì  | -       | sì     | -                |
| sr                      | -   | -       | sì     | sì               |
| Y                       | -   | -       | -      | sì               |
| Zr                      | -   | -       | sì     | sì               |
| Nb                      | -   | -       | sì     | -                |
| Mo                      | -   | sì      | sì     | -                |
| Tc Ru Rh Pd Ag Cd In Sb | -   | sì      | -      | -                |
| Te                      | sì  | sì      | sì     | sì               |
| Io Xe                   | sì  | -       | -      | -                |
| Cs                      | sì  | -       | sì     | -                |
| Ba                      | -   | -       | sì     | sì               |
| La Ce Pr Nd Pm Sm Eu    | -   | -       | -      | sì               |

### Plutonio

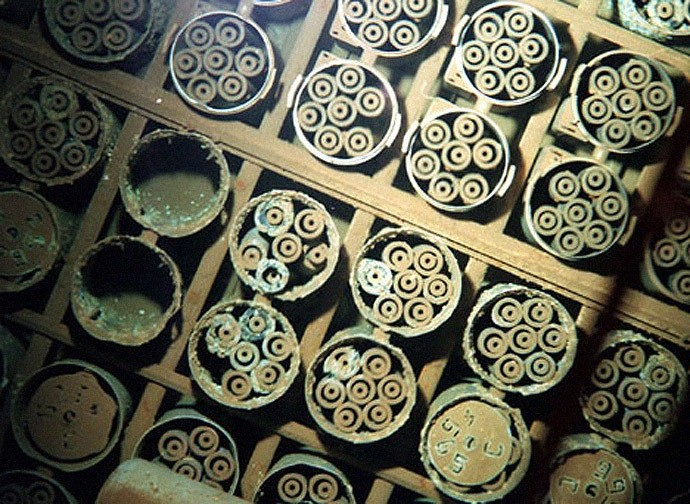
Combustibile nucleare esaurito immagazzinato senza coperture sott'acqua nel sito di Hanford a Washington, negli Stati Uniti

Circa l'1% della massa è costituita da 239Pu e 240Pu provienienti dalla conversione di 238U. Il plutonio può essere considerato un sottoprodotto utile, oppure un rifiuto pericoloso. Una delle principali preoccupazioni per quanto riguarda la proliferazione nucleare è impedire che questo plutonio venga utilizzato per produrre armi nucleari da stati diversi da quelli che le posseggono già, come stabilito dal trattato di non proliferazione nucleare. Se il reattore è stato utilizzato normalmente, il plutonio è per uso civile, non militare, poiché contiene più del 19% di 240Pu e meno dell'80% di 239Pu, caratteristiche inadatte per costruire bombe. Se invece il periodo di irradiazione è stato breve, il plutonio è di grado militare (oltre il 93%).

### Uranio
Il 96% della massa è dato dal rimanente uranio: la maggior parte dell'originale 238U e un po' di 235U. Di solito 235U è inferiore allo 0,8% della massa insieme allo 0,4% di 236 U.
L'uranio riprocessato conterrà 236U, che non si trova in natura; siccome è di origine artificiale, la presenza di questo isotopo è indicatrice di combustibile esaurito.
Se si utilizza un combustibile al torio per produrre uranio-233 (233U) fissile, il combustibile esaurito sarà composto anche da questo isotopo he ha un'emivita di 159.200 anni. A meno che l'uranio-233 non venga rimosso mediante un processo chimico, la sua presenza influenzerà il decadimento radioattivo a lungo termine del combustibile esaurito. Se confrontata con il combustibile MOX, l'attività di circa un milione di anni nei cicli con il torio sarà maggiore per la presenza dell'uranio-233 non completamente decaduto.
Per il combustibile di uranio naturale, la componente fissile inizia con una concentrazione di 235 U dello 0,7% nell'uranio naturale. Alla scarica, la componente fissile totale è ancora dello 0,5% (0,2% 235 U, 0,3% fissile 239 Pu, 241Pu ). Il carburante viene scaricato non perché il materiale fissile sia completamente esaurito, ma per l'accumulazione di prodotti di fissione assorbitori di neutroni, che rendono il combustibile incapace di sostenere una reazione nucleare a catena.
Alcuni combustibili a base di uranio naturale utilizzano rivestimenti chimicamente attivi, come Magnox, e devono essere ritrattati perché lo stoccaggio e lo smaltimento a lungo termine sono difficili.

### Attinoidi minori
Il combustibile esaurito del reattore contiene tracce degli attinoidi minori. Questi sono attinoidi diversi dall'uranio e dal plutonio e comprendono nettunio, americio e curio. La quantità formata dipende molto dalla natura del combustibile utilizzato e dalle condizioni in cui è stato utilizzato. Ad esempio, è probabile che l'uso di combustibile MOX ( 239 Pu in una matrice di 238 U) porti alla produzione di più 241Am e nuclidi più pesanti di un combustibile a base di uranio/torio (233U in una matrice di 232Th).
Per i combustibili altamente arricchiti utilizzati nei reattori marini e nei reattori di ricerca, l'inventario degli isotopi varierà in base alla gestione interna del combustibile e alle condizioni operative del reattore.

## Calore di decadimento del combustibile esaurito

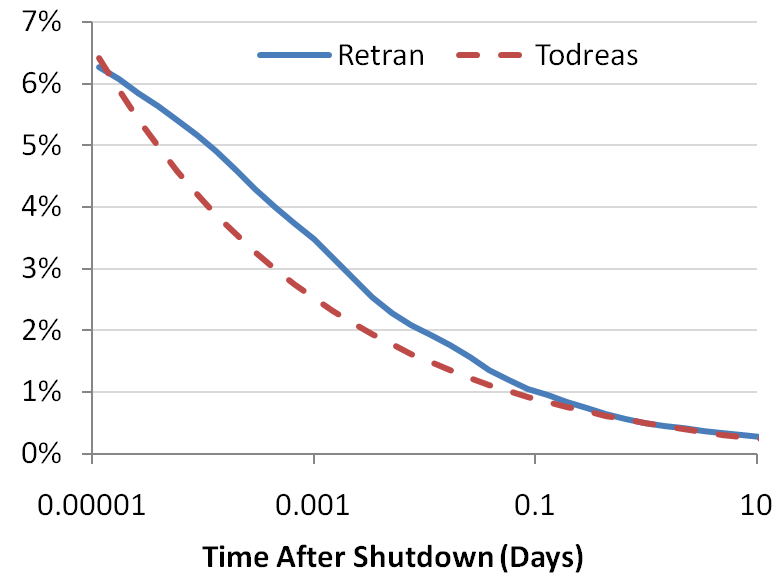
Calore di decadimento come frazione della piena potenza per un reattore dopo uno SCRAM a partire da piena potenza al tempo 0, utilizzando due diverse correlazioni

Quando un reattore nucleare è stato arrestato e la reazione a catena di fissione nucleare è cessata, una quantità significativa di calore sarà comunque prodotta nel combustibile a causa del decadimento beta dei prodotti di fissione. Per questo motivo, al momento dell'arresto del reattore, il calore di decadimento sarà circa il 7% della precedente potenza del nocciolo se il reattore ha avuto una potenza costante per lungo tempo. Circa un'ora dopo lo spegnimento, il calore di decadimento sarà circa l'1,5% della precedente potenza del nocciolo. Dopo un giorno, il calore di decadimento scende allo 0,4% e dopo una settimana sarà dello 0,2%. Il tasso di produzione del calore di decadimento continuerà a diminuire lentamente nel tempo.
Il combustibile esaurito che è stato rimosso da un reattore viene normalmente immagazzinato in una apposita vasca piena d'acqua per un anno o più (in alcuni siti da 10 a 20 anni) al fine di raffreddarlo e fornire schermatura dalla sua radioattività. I progetti delle piscine di combustibile esaurito generalmente non si basano sul raffreddamento passivo, bensì prevedono che l'acqua venga pompata attivamente attraverso scambiatori di calore. Se si verifica un'interruzione prolungata del raffreddamento attivo a causa di una situazione d'emergenza, l'acqua nelle vasche di combustibile esaurito può quindi evaporare, provocando eventualmente il rilascio di elementi radioattivi nell'atmosfera.

## Composizione del combustibile e radioattività a lungo termine

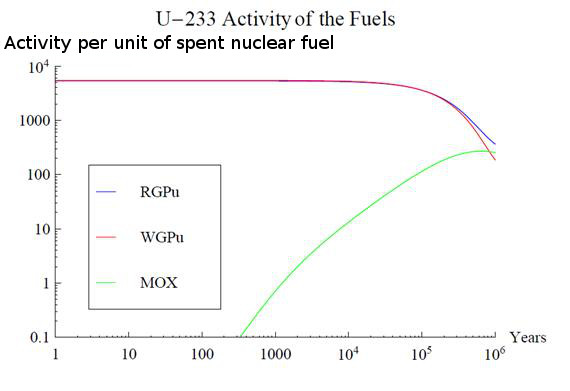
Attività dell'U-233 per tre tipi di carburante. Nel caso di MOX, l'U-233 aumenta per i primi 650.000 anni poiché è prodotto dal decadimento di Np-237 che è stato creato nel reattore dall'assorbimento di neutroni da parte dell'U-235.

Attività totale per tre tipi di carburante. Nella regione 1 abbiamo radiazioni da nuclidi di breve durata e nella regione 2 da Sr-90 e Cs-137. All'estrema destra vediamo il decadimento di Np-237 e U-233.

L'uso di combustibili diversi nei reattori nucleari determina una diversa composizione del combustibile esaurito, con curve di attività variabili.
I rifiuti radioattivi a vita lunga provenienti dalla parte conclusiva del ciclo del combustibile sono particolarmente importanti quando si progetta un piano completo di gestione del combustibile esaurito. Quando si osserva il decadimento radioattivo a lungo termine, gli attinoidi hanno un'influenza significativa a causa della loro emivita tipicamente lunga. A seconda di cosa viene alimentato un reattore nucleare, la composizione di attinoidi nel combustibile esausto sarà diversa.
Un esempio di questo effetto è l'uso di combustibili nucleari con torio . Il Th-232 è un materiale fertile che può subire una reazione di cattura dei neutroni e due decadimenti beta-meno, con conseguente produzione di U-233 fissile. Il suo decadimento radioattivo influenzerà fortemente la curva di attività a lungo termine del combustibile esausto per circa un milione di anni. Un confronto dell'attività associata all'U-233 per tre diversi tipi di combustibile esausto è visibile nella figura in alto a destra. I combustibili bruciati sono torio con plutonio di grado reattivo (RGPu), torio con plutonio di grado per armi (WGPu) e combustibile a ossido misto (MOX, senza torio). Per RGPu e WGPu, è possibile vedere la quantità iniziale di U-233 e il suo decadimento di circa un milione di anni. Ciò ha un effetto sulla curva di attività totale dei tre tipi di carburante. L'iniziale assenza di U-233 e dei suoi prodotti figli nel carburante MOX determina una minore attività nella regione 3 della figura in basso a destra, mentre per RGPu e WGPu la curva si mantiene più alta per la presenza di U-233 che non è completamente decaduto. Il riprocessamento può rimuovere gli attinidi dal combustibile esaurito in modo che possano essere utilizzati o distrutti.

## Corrosione del carburante esaurito

### Nanoparticelle di metalli nobili e idrogeno
Secondo il lavoro dell'elettrochimico David W. Shoesmith, le nanoparticelle di Mo-Tc-Ru-Pd hanno un forte effetto sulla corrosione del combustibile di biossido di uranio. Ad esempio, il suo lavoro suggerisce che quando la concentrazione di idrogeno (H2) è elevata (a causa della corrosione anaerobica del bidone dei rifiuti d'acciaio), l'ossidazione dell'idrogeno alle nanoparticelle eserciterà un effetto protettivo sul biossido di uranio. Questo effetto può essere pensato come un esempio di protezione da parte di un anodo sacrificale, dove invece di un anodo metallico che reagisce e si dissolve è l'idrogeno gassoso che viene consumato.

## Stoccaggio, trattamento e smaltimento

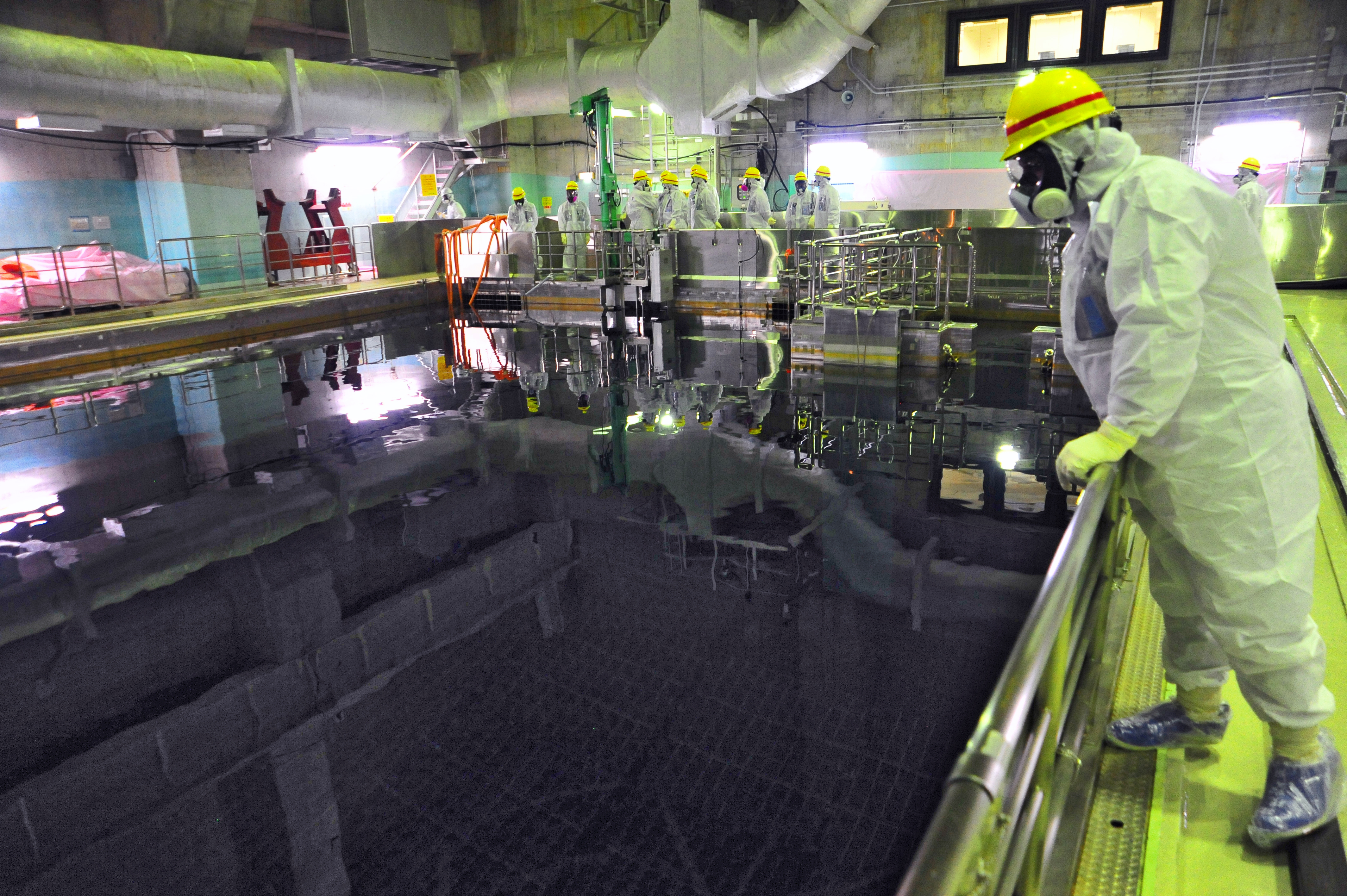
La riserva di carburante esaurito presso la centrale nucleare di Fukushima Daiichi della TEPCO il 27 novembre 2013

Il combustibile nucleare esaurito viene immagazzinato in apposite vasche (SFP) o stoccato a secco (dry cask storage). Negli Stati Uniti, le vasche e i contenitori sono collocati direttamente nei siti delle centrali nucleari o nei cosiddetti ISFSI (Independent Spent Fuel Storage Installations, lett. "installazioni indipendenti per lo stoccaggio di combustibile esaurito"). Gli ISFSI possono essere adiacenti al sito di una centrale nucleare o possono risiedere lontano dal reattore. La stragrande maggioranza di queste installazioni immagazzina il combustibile esaurito in contenitori a secco (dry cask). Morris Operation è attualmente l'unico centro di stoccaggio permanente dei combustibili esauriti negli Stati Uniti.
Il riprocessamento può separare il combustibile esaurito in varie combinazioni di uranio riprocessato, plutonio, attinoidi minori, prodotti di fissione, resti di zirconio o rivestimento di acciaio, prodotti di attivazione e reagenti o solidificanti introdotti nel ritrattamento stesso. Se queste porzioni costitutive del combustibile esaurito fossero riutilizzate e i rifiuti aggiuntivi che potrebbero derivare da un sottoprodotto del ritrattamento fossero limitati, il ritrattamento potrebbe in definitiva ridurre il volume dei rifiuti che devono essere smaltiti.
In alternativa, il combustibile nucleare esaurito intatto può essere smaltito direttamente come un rifiuto radioattivo ad alto livello. Gli Stati Uniti hanno pianificato lo smaltimento nei depositi geologici profondi, come il deposito di scorie nucleari di Yucca Mountain, dove i rifiuti sono schermati e imballati per impedirne la diffusione nell'ambiente per migliaia di anni. Il 5 marzo 2009, tuttavia, il Segretario dell'energia statunitense Steven Chu ha dichiarato al Senato che "il sito di Yucca Mountain non era più considerato come un'opzione per lo stoccaggio dei rifiuti dei reattori".
Lo smaltimento geologico è stato approvato in Finlandia, utilizzando il processo KBS-3. Nel 2022 è stato completato il deposito geologico di Onkalo, nelle vicinanze della centrale nucleare di Olkiluoto.
In Svizzera il Consiglio federale ha approvato nel 2008 il piano per il deposito geologico profondo per i rifiuti radioattivi.

### Risanamento
Le alghe hanno mostrato selettività per lo stronzio in vari studi, in cui la maggior parte degli impianti utilizzati nel biorisanamento non hanno mostrato selettività tra calcio e stronzio, diventando spesso saturati con calcio, che è presente in quantità maggiori nelle scorie nucleari. Lo stronzio-90 è un sottoprodotto radioattivo prodotto dai reattori nucleari utilizzati per la produzione di energia. È un componente delle scorie nucleari e del combustibile nucleare esaurito. L'emivita è lunga, circa 30 anni, ed è perciò classificato come rifiuto di alto livello.
I ricercatori hanno esaminato il bioaccumulo di stronzio da parte delle alghe Scenedesmus spinosus in acque reflue simulate. Lo studio afferma che la S. spinosus presenta una capacità di bioassorbimento altamente selettiva per lo stronzio, suggerendo che potrebbe essere adatta per l'uso delle acque reflue nucleari. Uno studio sull'alga Closterium moniliferum che utilizzava stronzio non radioattivo ha rilevato che variando il rapporto tra bario e stronzio nell'acqua migliorava la selettività allo stronzio.

### Trattamento con nanoparticelle
Per il trattamento e successivo smaltimento delle scorie, spesso si ricorre all'utilizzo delle tecnologie nano. In particolare, vengono utilizzati una particolare tipologia di nanoadsorbitori, ovvero i compositi a base di ossido di titanio. Questi composti sono noti per la loro stabilità alle radiazioni, agli agenti chimici e a condizioni termiche e meccaniche, inoltre, risultano estremamente promettenti grazie alle elevate prestazioni nella rimozione di cationi radioattivi da acque inquinanti tramite adsorbimento.
Quando presente sotto forma di fibre, la titania può essere inserita in miscela con scorie d’altoforno e cemento Portland per la stabilizzazione di alcuni rifiuti radioattivi che divengono quindi solidi. 

## Rischi
Il combustibile nucleare esaurito rimane un pericolo radioattivo per lunghi periodo, con tempi di dimezzamento che possono arrivare a 24 milioni di anni. Ad esempio, 10 anni dopo la rimozione da un reattore, il tasso di dose superficiale per un tipico gruppo di combustibile esaurito supera ancora 10.000 rem/ora, di gran lunga superiore alla dose fatale per l'intero corpo umano di circa 500 rem ricevuta nello stesso momento.
Alcuni sostengono che il combustibile esaurito immagazzinato in una vasca sia suscettibile di incidenti come terremoti o attacchi terroristici che potrebbero potenzialmente provocare un rilascio di radiazioni. Dagli attentati dell'11 settembre 2001, la Nuclear Regulatory Commission ha istituito una serie di regole che impongono che tutte le riserve di carburante siano impermeabili ai disastri naturali e agli attacchi terroristici. Di conseguenza, le piscine di carburante usato sono racchiuse in un rivestimento in acciaio e cemento spesso e vengono regolarmente ispezionate per garantire la resilienza a terremoti, tornado, uragani e sesse.
Nel raro caso di un guasto del carburante durante il normale funzionamento, il refrigerante primario può entrare in circolo. Per l'ispezione dei fasci di combustibile successiva all'irradiazione si usano tecniche visive.